# 中国驻贝尔法斯特总领事馆
中华人民共和国驻贝尔法斯特总领事馆（英語：Consulate-General of the People's Republic of China in Belfast），简称中国驻贝尔法斯特总领事馆，是中华人民共和国派驻英国北爱尔兰贝尔法斯特的最高级别外交机构。领区包括北爱尔兰。